# Lustenau
Lustenau er med omkring 22.500 indbyggere (per 1. januar 2017) den mest folkerige landsby med ret til afholdelser af markeder i Østrig, og er beliggende i den vestlige del af delstaten Vorarlberg.
Indtil 1806 var Lustenau en pfalz (se pfalzgreve) i Det tysk-romerske Rige, og efter dens opløsning var byen for en stund en uafhængig stat. Det var først i 1830, at Lustenau endelig tilsluttede sig Kejserriget Østrig. Indtil det 19. århundredes var byen et landbrugssamfund og blev i løbet af det 20. århundrede centralt for Vorarlbergs broderiindustri, og i dag er en vigtig grænse- og industriby mellem Østrig og Schweiz. I resten af Vorarlberg er området især kendt for den særlige dialekt, samt dens store byfest, "Kilbi", hvilket er den Schweizertyske betegnelse for det, som i resten af det tysksprogede område er kendt som Kirmes, Kirchfest eller Kirchwei(fest). På det sportslige område er navnet Lustenau primært forbundet med fodbold- og ishockeyhold.

## Geografi

### Geografisk placering
Lustenau ligger i den østlige del af Alperne, i den nederste del af Alpenrheintal, 4 km syd for Bodensøen. Landsbyens centrum ligger 404 m højde over havets overflade. Kommunen ligger i plan med Bregenzerwaldgebirge (se Bregenzerwald), uden betydelige naturlige forhøjninger.

### Geologi
Dalen, som Rhinen flyder i, er en af Alpernes atypiske stenarter, hvor klippevæggene består af unge bjergarter, og cirka 600 meter dyb indenfor kommunens grænser.
For 4000 år siden havde Bodensøen sine bredder ved Lustenau. Aflejringer fra Rhinen og dens bifloder sedimenterede området først primært i flodrenden, mens der dannedes flade, brede søer i oplandet. I disse søer opstod der af Rhinens suspensionspartikler en undergrund af vandbevarende ler. På grund af intensivt voksende sumpvegetation udviklede disse resterende søer sig til sidst til tørvmose. Nogle af søerne kan ses på kort fra det 19. århundrede, også områdenavne såsom "Seelache" eller "Vorsee" minder om det nu forsvundne landskab.
Sedimentationsområdet i Lustenau består langs Rhinen af lerholdigt fint sand, af ler i landsbymidten, og af tørv i øst.

### Naturreservater og naturmonumenter
Naturbeskyttelsesområdet "Gsieg - Obere Mähder" er et Natura 2000-område i kommunens sydlige del, og omfatter en af de største og mest biodiverse engområder i hele Rhindalen. Med et areal på 73 hektar huses blandt andet 502 sommerfugle-, 429 bille-, og 42 guldsmedearter, en tredjedel af alle orkidéarter i Vorarlberg, 350 forskellige blomsterplanter og græsarter, 6 fuglearter, der er truede i hele Østrig, samt mange flere udrydningstruede dyr og planter.
En del af området Schweizer Ried i den nordlige del ligger i forbindelse med Natura 2000-området Soren, Gleggen – Köblern, Schweizer Ried und Birken – Schwarzes Zeug. Moselandskabet har en særlig betydning for bundlevende fugle.
En hvid-pil, en småbladet lind og en stilk-eg indenfor kommunegrænserne er udpeget som naturmonumenter på grund af deres høje alder og er derfor underlagt særlige beskyttelse.

## Historie

### Konge- og rigshoffet Lustenau
Et underskrevet dokument fra den karolingiske kejser Karl III. (dem Dicken (den tykke)) undeskrevet den 24. juli 887 i "Lustenoua" er den ældste bevarede omtale af navnet "Lustenau".
Via adelsslægten Udalrichinger (se Vorarlberg#Middelalder) kom hoffet i hænderne på Greven af Bregenz, men vendte tilbage til det tysk-romerske rige efter denne slægts uddøen, senere igen i pant til Greven af Werdenberg. I 1334 bekræftede kejser Ludvig af Bayern borgernes status som frie rigsborgere og sikrede, at hoffet ikke var underlagt andre end kejseren.
1395 afgav grevskabet Werdenberg borgen Zwingenstein og hoffet Lustenau i pant for 5300 Pfund Heller (den gængse mønt for dette område til denne tid), hvilket i 1526 blev endeligt blev konverteret til et køb.
I år 1593 blev Widnau-Haslach på Rhinens venstre bred (de nuværende kommuner Widnau, Diepoldsau-Schmitter og Au) adskilt fra Lustenau, men fik samtidigt også tildelt landområder på den højre bred, det såkaldte "Schweizer Ried", så fordelingen af jorden forblev lige.
Slægten Hohenems havde i 1759 ikke flere mandlige arvinger, hvorpå der opstod en ti år lang tvist om ejendomsretten mellem Maria Theresia af Østrig på den ene side og Hohenems arving Maria Rebekka på den anden side. En traktat mellem Østrig og Lustenau genoprettede rigshoffets uafhængighed i år 1790.

### Lustenau som en del af det østrigske monarki
Efter sammenbruddet af det tyske-romerske rige i 1806 var Lustenau i nogle få dage en helt uafhængig stat i hænderne på slægten Hohenems.  Da Bayern, der herskede over næsten hele Vorarlberg, også gjorde krav på Lustenau, var Hohenems-arvingen Maria Walburga i stand til at forhandle retsembede for de lavere instanser til sig selv. Også efter Vorarlberg overgik til østrigsk herredømme i år 1814, beholdte Lustenau denne særstatus. Først da slægten Hohenems ved en højtidelighed overgav retsakterne den 22. marts 1830 blev Lustenau sluttelig østrigsk.
I 1837 blev kommuneinddelingen endelig fastlagt, og det dannede grundlag for en fremtidig stærk vækst. Det faktiske udgangspunktet for det økonomiske opsving var dog opførelsen af et omfattende kanalnetværk til afvanding, og forbedringen af Rhinens diger i årene 1843-1848.
Den første bro over Rhinen blev åbnet i 1867 mellem landsbyen Rheindorf og det schweiziske kommune Au. I 1872 fulgte jernbanebroen og i 1875 den anden vejbro.
Brødrene Johann og Josef Hofer opsatte Vorarlbergs første håndbroderimaskiner i 1869. Det var startskuddet for Lustenaus 100 års dominans indenfor broderiindustrien. Rhinen indeholdte dog stadig en meget stor fare - hvilket højvandskatastroferne i årene 1888 og 1890 beviste, hvilket Rhinreguleringen i starten af det 20. århundrede dæmmede op for.
Den 13. Juni 1902, hvor Lustenau efter Dornbirn og Bregenz var Vorarlbergs tredjestørste kommune, udnævnte Kejser Franz Joseph I. af Østrig-Ungarn Lustenau til kommune med ret til at afholde markeder. Væksten i broderiindustrien og den tæmmede Rhin førte til en befolknings- og industrivækst i Lustenau, som udbruddet af 1. verdenskrig dog brat satte en stopper for.

### Første Republik og Ständestaat
Efter det østrigske monarkis sammenbrud stod borgerne i Lustenau i spidsen for en bevægelse, der var fortaler for, at Vorarlberg skulle tilslutte sig Schweiz, hvilket kulminerede i en folkeafstemning den 11. maj 1919 i Vorarlberg, men i sidste ende mislykkedes initiativet på grund af den politiske virkelighed.
1930'ernes finanskrise gjorde, at både kommunismen og nationalsocialismen også i Lustenau fik stor tilslutning. I maj, hhv. juni, 1933 blev der i Østrig udstedt forbud mod KPÖ og NSDAP, hvilket bremsede udviklingen foreløbig, men Lustenau forblev centrum for en nationalsocialistisk undergrund.
Den usikre økonomiske situation for en stor del af befolkningen afspejledes også i en stigning i forsikringssvindel. Efter en slående ophobning af brande i godt forsikrede, gamle, faldefærdige huse udstedte delstatens brandforsikringsselskab en dusør for information, der kunne føre til pågribelsen af brandstiftere.

### Nationalsocialisme og 2. Verdenskrig
Efter Anschluss til det tyske rige i 1938 var Lustenau stærkt begunstiget af offentlige investeringer - fx til dræningsprojekter - og anden statsstøtte. Det blev dog et foreløbigt endeligt for den for området så vigtige broderiindustri på grund af Tysklands politiske isolation. Det München-baserede firma CA Steinheil & Söhne oprettede en filial i Lustenau, der mellem 1939 og 1945 håndterede de primært våbenordre, og dette firma blev en af byens største arbejdsgivere.
En organiseret modstand mod nationalsocialismen har man for Lustenaus vedkommende ikke kunne påvise. Der er dog påvist et stort antal tilfælde af individuel modstand, som førte til anholdelser, fremsendelse til koncentrationslejr, eller endda dødsdomme. Denne individuelle modstand bestod mestendels af medlemmer af den katolske kirke, fortalere for den tidligere Ständestaat, men også socialdemokrater og kommunister. Jøder befandt sig i denne tid mestendels i Hohenems og i byerne, hvilket betød, at der i Lustenau heller ikke var en målrettet forfølgelse af jøder.
Lustenau blev stort set sparet for ødelæggelser i 2. Verdenskrig. De franske troppers indmarch i Lustenau mødte ingen modstand, så kamphandlinger var der heller ingen af.

### Lustenau i den Anden republik
Broderiet skaffede Lustenau et økonomisk opsving efter 2. Verdenskrig. Især under den mangeårigt regerende borgmester Robert Bösch (1960-1982) ændrede kommunen sig drastisk. Der blev bygget tre folkeskoler, en gymnasium, et handelsakademi, tre børnehaver, et plejehjem, samt et sports- og fritidscenter med en friluftsbad, skøjtebane og tennisbaner i denne periode.
I 1980'erne kollapsede hele den østrigske broderiindustri,  hvilket førte til, at hele Lustenaus økonomiske politik nødvendigvis skulle omlægges, hvor man målrettet tiltrakt teknologivirksomheder i to nybyggede industriområder.
Som Robert Bösch var også hans efterfølgere som borgmester, Dieter Alge og Hans-Dieter Grabher del af FPÖs liberale lejr. Især efter, at Jörg Haider fik mere og mere magt i particentralen i Wien, tog det lokale parti i Lustenau mere og mere afstand fra partilinjen for FPÖ. Ved borgmestervalget i 2010 vandt en kandidat fra ÖVP for første gang i 50 år borgmesterposten. Fischer, der har valgt en kooperativ arbejdsstil på tværs af partilskel, opnåede to tredjedeles flertal ved direkte valg i 2015.

### Særlige egenskaber
Rigshoffet Lustenau var på grund af århundreders særlige politiske position i sammenligning stærkt isoleret fra sine omgivelser. Først fra år 1837 blev fremmede mænd optaget som borgere. Derfor havde den særlige Lustenau-dialekt udviklet sig og blev bevaret, og den adskiller sig mærkbart fra andre alemanniske dialekter. Betydelige kendetegn er de hyppige triphthonger ("Brouöt" og "lauöb" for brød), indskudte "n"- og "m"-lyde i mange ord ("Muns" for mus, "Schumfl" for skovl), "ch" som erstatning for "ss" ("lach mi" i betydning lad mig, "dach" i stedet for dass (at), samt "i muöch" i betydning jeg skal). Derudover har de et utal af lydord og en påfaldende sprogmelodi. Siden midten af det 20. århundrede blandes Lustenau-dialekten med de omkringliggende dialekter.
En anden konsekvens af Lustenaus langvarige uafhængighed er dominansen af nogle få efternavne. Folketællingen fra 1806, der talte 1998 indbygger, havde kun 19 efternavne, og i 1950 havde 60% af befolkningen stadig disse efternavne. Takket være denne omstændighed har brugen af husnavne eller kaldenavne siden det 17. århundrede indtil slutningen af det 20. århundrede været endnu mere udtalt i Lustenau end i resten af Vorarlberg.

## Politik

### Kommunalbestyrelse
SPÖ = 1
De Grønne = 5
ÖVP = 20
FPÖ = 9
Andre = 1
De 36 medlemmer af kommunalbestyrelsen vælges hvert femte år. Borgmesteren præsiderer de månedlige møder, hvor lokale spørgsmål drøftes og beslutninger træffes. Befolkningen indrages i beslutningsprocesserne, i og med møderne generelt er offentlige, og der startes altid med en spørgetime.

## Erhverv

### By og erhvervsliv
Lustenau markedsfører sig som et sted for moderne erhvervsliv. I de sene 1980'ere - umiddelbart efter nedgangen i den hidtil dominerende broderiindustri - byggede man "Betriebsgebiet Nord", efterfulgt af industriområdet "Millennium Park".
Et tredje driftsområde i den sydlige del af Lustenau er under udvikling.
En interessegruppe med over 210 virksomheder, Lustenau Marketing, blev oprettet for yderligere at styrke erhvervsvenligheden gennem fælles initiativer. 

## Kultur og seværdigheder

### Bygningsværker & Arkitektur

#### Sognekirker
Pfarrkirche St. Peter und Paul går tilbage til en tre-fløjet kirke med kuppeltårn, som blev bygget i 1830 på fundamenterne af en ældre kirke. Allerede ved indvielsen i 1832 var indbyggerne meget utilfredse med den tunge, dystre bygning.
Fra år 1872 til år 1875 blev kirken ombygget og tårnet samtidig gjort højere. Men også renoveringen fra 1951 til 1960 og ombygningen i årene 1990/91 blev diskuteret blandt indbyggerne, idet kirken begge gange blev ændret radikalt. I 1998 blev der indviet et nyt orgel.
Med Erlöserkirche, som blev bygget mellem 1933 og 1935, fik den nordlige ende af Lustenau et religiøst arnested. Den blev indviet den 22. oktober 1939 og den 1. oktober 1940 underlagt sognet St. Peter und Paul. Siden 1. juli 1951 er det separat sogn.
En kontroversiel renovering i 1986 ændrede i høj grad bygningens indre. I 1995 blev orgelet fornyet.
Mellem 1969 og 1975 byggede man i Lustenaus sydlige ende Pfarrkirche zum Guten Hirten. Det er en sekskantet betonbygning, som man bevidst byggede uden vinduer. I stedet for et kirketårn satte man et mægtigt trækors på kirkepladsen, der også er sekskantet. Den tre-delte altertavle, områdets små kapeller, og glasvinduerne i sidekapellet er udført af den polske kunstner Jan januar Janczak.
Hasenfeld blev uafhængigt sogn den 31. august 1988.
For de protestantiske kristne havde kommunen fra 1924 til år 1950 stillet et rum i folkeskolen Rheindorf til rådighed, men pladsmangel betød, at man byggede en nødkirke med økonomisk støtte fra Schweiz, indviet den 11. marts 1951. Den oprindeligt provisoriske bygning bliver den dag i dag brugt til gudstjenester, som først var underlagt sognet i Bregenz og siden 1986 sognet i Dornbirn.
Endvidere findes der i Lustenau en rigssal til Jehovas Vidner og indtil flere moskéer.

#### Kapeller
Den ældste overlevende religiøse bygning i Lustenau er den barokke Lorettokapelle, som familien Hofammann Hans Hagen stiftede i 1645. I midten af det centrale barokke alter er der en gotisk statue af jomfru Maria, som blev bygget omkring år 1470. Også bemærkelsesværdigt er grundlæggerens billede, hvorpå Hans Hagen fremstilles knælende og bedende sammen med sine 13 børn. Kapellet er blevet restaureret og renoveret flere gange i sin historie, senest i 1988/89.
St. Antoniuskapelle blev bygget fra 1898 til 1901, hovedsageligt af beboelsen Wiesenrains egne beboere. Ønsket om, at den sydligste del af Lustenau skulle have sin egen sogn, blev først opfyldt 78 år senere.
Rosenkranzkapelle ved Neunerkanal blev bygget af Lustenau snedkermester Sigurd Grabher og indviet i 1989. Det er privatejet af familien Grabher.

### Verdslige bygninger & Arkitektur
På kirkepladsen i centrum, sin på grund af sin blå farve i folkemunde også kaldes "Blauer Platz" (blå plads), afholdes der regelmæssigt markeder og andre arrangementer. Fra indkøbscentret "Kirchpark" i centrum rager en konstruktion 2,5 m høje lægter og en skal af 20 m lange polykarbonatplader ud over pladsen.
Bemærkelsesværdigt er også en række industribygninger for broderierne og et betragteligt antal mondæne enfamiliehuse, fordelt over hele kommunen.

### Museer
Museet "Rhein-Schauen" viser historien om Rhinen og dens regulering, og man kan få en køretur med tjenestebanen.
I "Rauch's Radiomuseum" vises omkring 550 genstande fra perioden 1920 til 1970.
"Galerie Stephanie Hollenstein" har 1200 objekter fra den ekspressionistiske kunstner Stephanie Hollenstein og 79 værker af den lokale kunstner Karl Schwärzler. Derudover er der vekslende udstilling og forskellige foredrag.
Man har forsøgt at vise den store betydning er broderiindustrien gennem "Stickereimuseum". Det er dog lukket for tiden.

### Musik
Siden 1975 arrangerer Jazzclub Lustenau regelmæssigt jazzkoncerter. Her har internationale stjerner som Dexter Gordon, Michel Petrucciani eller Chet Baker optrådt.
Under titlen Sommer.Lust am Platz er der hver fredag fra begyndelsen af juni til slutningen af august udendørs koncerter af forskellige genrer på Kirchplatz med fri adgang.
Kultur- og ungdomsklubben "Szene Lustenau" arrangerer hver sommer med "Szene Openair" den største udendørs festival i det vestlige Østrig.
Beværtningerne i Lustenau inviterer hvert år til november til "Long Night of Music", hvor der er et blandet program med levende koncerter og fri adgang. En gratis shuttle-bus bringer i besøgende fra et lokale til det næste.

### Regelmæssige begivenheder
"Luschnouar Markt" bruges ofte som en ramme for forskellige arrangementer torsdag og lørdag formiddag.
Hvert år på den sidste søndag i september finder børnefestivallen "Lustenau in Kinderhand" og et timeløb til fordel for velgørenhedsorganisationen Lebenshilfe Vorarlberg sted.
Kilbi, er den største folkefest i Vorarlberg. Hvert år på 2. søndag i oktober faldbyder omkring 160 handlende deres varer på Kirchplatz.
En tre-dages "Lustenauer Christkindlemarkt " (julemarked) og "Silvester am Platz" (nytår på pladsen) afslutter på traditionel vis begivenhedskalenderen for Lustenau.

### Kulinariske specialiteter
Hvert år i marts, under betegnelsen "Alt Luschtnouar Koscht", byder forskellige kroer og caféer på traditionelle Lustenau-retter.
Uadskillelig fra Lustenau og navnlig med Kilbi er det såkaldte "Käsdönnala", et stykke butterdej belagt med en oste-løg-blanding.
"Lustenauer Senf" er sennep fremstillet i mange variationer i en traditionel familievirksomhed, og som verden over sælges i delikatessebutikker. Også Brandy af mærket "Freihof" er internationalt kendt.

## Weblinks
- Officielt websted for markedsbyen Lustenau